# Vincenzo Fasanella
Vincenzo Fasanella (Bisignano, 15 marzo 1733 – Bisignano, 28 marzo 1793) è stato un poeta e matematico italiano.

## La vita
Vincenzo Fasanella nacque a Bisignano da Giuseppe e Anna dei baroni Campolongo, in seno ad un'antica famiglia calabrese da più secoli ascritta al patriziato di quella cittadina. Iniziò i suoi studi presso precettori privati e successivamente presso il locale seminario.
Fu un celebre letterato e sue passioni furono la matematica, la fisica e la botanica cui dedicò ampi studi.
Si dedicò anche con successo alla poesia dando alle stampe nel 1780 un volume di Rime di stampo arcadico dedicati all'amante Elisabetta Baffa Trasci, poetessa anch'ella, cantata con il nome di Basilissa, con la quale viveva in Pozzuoli.
La relazione con la donna gli valse la scomunica ecclesiastica per concubinato.
Tornato nella sua città natale per alcuni problemi di salute che già da tempo lo affliggevano, morì di tifo nel marzo 1793.

## Discendenza
Dalla relazione con Elisabetta Baffa Trasci nacque:
- Giuseppe Raffaello, nato a Napoli il 1º luglio 1780 e deceduto pochi giorni dopo.

## Accademico
Nella seconda metà del secolo il suo valore letterario gli permise d'accedere alla celebre Accademia Cosentina detta anche dei Pescatori Critilidi.